# Juego bayesiano
En teoría de juegos, un juego bayesiano es uno en el cual la información sobre las características de los otros jugadores es incompleta. A raíz de las ideas de John Harsanyi, un juego bayesiano puede ser modelado mediante la introducción de la naturaleza como un jugador en un juego. La naturaleza asigna una variable aleatoria a cada jugador que podría tomar valores de tipos para cada jugador y las probabilidades de asociación o una función de densidad de probabilidad con esos tipos, en el transcurso de la partida, la naturaleza elige aleatoriamente un tipo para cada jugador de acuerdo con la distribución de probabilidad a través cada del espacio de características de jugador. Harsanyi propone un enfoque para modelar un juego bayesiano de tal manera permite que los juegos de información incompleta se conviertan en juegos de información imperfecta, en el que la historia del juego no está disponible para todos los jugadores. En un juego bayesiano, el carácter incompleto de la información significa que al menos un jugador no está seguro del tipo del otro jugador.
Tales juegos se denominan bayesianos por el análisis probabilístico inherente en el juego. Los jugadores tienen creencias iniciales sobre el tipo de cada jugador (una creencia es una distribución de probabilidad sobre los tipos posibles de un jugador) y se pueden actualizar sus creencias de acuerdo con la regla de Bayes conforme se lleva a cabo el juego, es decir, la creencia de que un jugador tiene sobre el tipo de otro jugador podría cambiar en función de las acciones que han jugado. La falta de información en manos de los jugadores y el modelado de las creencias significa que este tipo de juegos también se utilizan para analizar escenarios de información imperfecta. 

## Especificación de juegos
La representación de la forma normal de un juego no bayesiano con información perfecta es una especificación de los espacios de estrategias y funciones de ganancias de los jugadores. Una estrategia para un jugador es un plan de acción completo que cubra todas las contingencias del juego, incluso si esa contingencia no puede surgir. El espacio de estrategias de un jugador es por lo tanto el conjunto de todas las estrategias disponibles para un jugador. Una función de utilidad es una función del conjunto de perfiles de estrategias para el conjunto de pagos (normalmente el conjunto de números reales), donde un perfil de estrategia es un vector que especifica una estrategia para cada jugador.
En un juego bayesiano, es necesario especificar los espacios de estrategias, espacios de tipos, funciones de pago y las creencias de cada jugador. Una estrategia para un jugador es un plan de acción completo que cubra todas las contingencias que puedan surgir para cada tipo de jugador que podría ser. Una estrategia no sólo debe especificar las acciones del jugador dado el tipo que es, sino que debe especificar las acciones que tomaría si fuera de otro tipo. Los espacios de estrategias se definen como anteriormente. Un espacio de tipos para un jugador es precisamente el conjunto de todos los tipos posibles de ese jugador. Las creencias de un jugador de describir la incertidumbre de que el jugador acerca de los tipos de los otros jugadores. Cada creencia es la probabilidad de que los otros jugadores que tienen tipos particulares, teniendo en cuenta el tipo de jugador con esa creencia (es decir, la creencia es {\displaystyle p({\mbox{tipos de los otros jugadores}}|{\mbox{tipo del jugador}})}).  Una función de utilidad es una función 2-lugar de perfiles de estrategias y tipos. Si un jugador tiene una función de pago {\displaystyle U(x,y)}  y él tiene tipo t, la recompensa que recibe es {\displaystyle U(x^{*},t)}, donde {\displaystyle x^{*}} es el perfil de estrategia jugado en el juego (es decir, el vector de estrategias jugadas).
El juego se define como:
{\displaystyle G=\langle N,\Omega ,\langle A_{i},u_{i},T_{i},\tau _{i},p_{i},C_{i}\rangle _{i\in N}\rangle }, donde
1. {\displaystyle N} es el conjunto de jugadores.
2. {\displaystyle \Omega } es el conjunto de los estados de la naturaleza. Por ejemplo, en un juego de cartas, que puede sercualquier orden de las cartas.
3. {\displaystyle A_{i}}  es el conjunto de acciones para el jugador i. Sea {\displaystyle A=A_{1}\times A_{2}\times \cdots \times A_{N}}.
4. {\displaystyle T_{i}}  es el tipo de jugador i, decidido por la función {\displaystyle \tau _{i}:\Omega \rightarrow T_{i}}. SAsí que para cada estado de la naturaleza, el juego tiene diferentes tipos de jugadores. El resultado de los jugadores es lo que determina su tipo. Los jugadores con el mismo resultado pertenecen a la misma clase.
5. {\displaystyle C_{i}\subseteq A_{i}\times T_{i}}  define las acciones disponibles para el jugador i de algún tipo {\displaystyle T_{i}}.
6. {\displaystyle u_{i}:\Omega \times A\rightarrow R} es la función de utilidad del jugador i. Más formalmente, sea {\displaystyle L=\{(\omega ,a_{1},\ldots ,a_{N})\mid \omega \in \Omega ,\forall i,(a_{i},\tau _{i}(\omega ))\in C_{i}\}}, and {\displaystyle u_{i}:L\rightarrow R}.
7. {\displaystyle p_{i}}  es la distribución de probabilidad sobre {\displaystyle \Omega } para cada jugador i, es decir, cada jugador tiene puntos de vista diferentes de la distribución de probabilidad sobre los estados de la naturaleza. En el juego, nunca saben con exactitud el estado de la naturaleza.